# Shunpei Ueyama
Shunpei Ueyama (上山 春平, 6 de janeiro de 1921 - agosto de 2012) foi um filósofo japonês associado à escola de Quioto do pós-guerra. Ele formou-se em filosofia pela Universidade de Quioto em 1943 e submeteu-se ao treino de torpedo humano kamikaze (gyorai: 魚雷). O seu principal interesse profissional em filosofia disse respeito à lógica e ao pragmatismo americano, particularmente com os seus fundadores Charles Sanders Peirce, William James e John Dewey. Ele foi professor emérito da Universidade de Quioto.